# 민단신문
민단신문(民團新聞, 일본어: 民団新聞)은 재일본대한민국민단이 발행하는 기관지이다. 1946년 2월 21일에 창간되었다. 한국어, 일본어판이 따로 발행되고 있다. 주마다 10만부 정도가 발행되고 있다.

## 같이 보기
- 조선신보